# Harald Åkerman

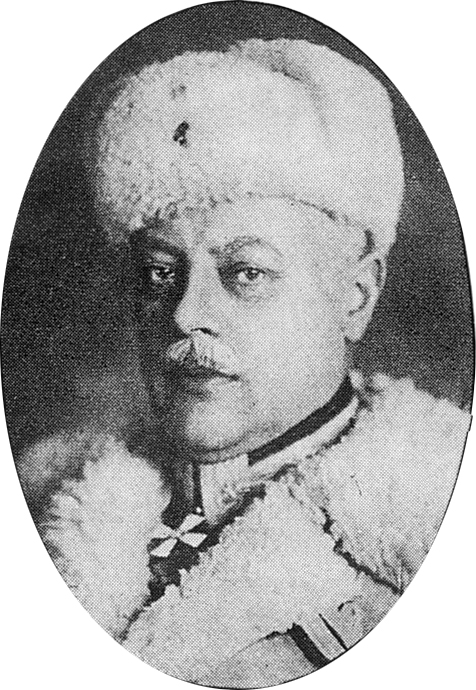
Harald Åkerman

Harald Christian Åkerman, född 27 oktober 1869 i Borgå, död där 11 juni 1943, var en finländsk militär och generalmajor (1918).
Åkerman utexaminerades 1893 från kadettskolan i Fredrikshamn, tjänstgjorde sedan i Ryssland och från 1897 i hemlandet, där han efter finska militärens upplösning verkade som jordbrukare. Han arbetade 1906–1914 i försäkringsbranschen och var från 1914 verkställande direktör i centralandelslaget Labor. 
Åkerman var 1915–1917 medlem i Aktiva kommittén som Militärkommitténs representant, 1917 senator och chef för livsmedelsexpeditionen samt från mars 1918 Gustaf Mannerheims förbindelseofficer vid Vasasenaten; han tog avsked samma år. Han var en av Mannerheims närmaste vänner och förtrogna samt medlem av den högeraktivistiska kärntrupp som flera gånger ruvade på ett tillfälle att genomföra en statskupp och installera generalen på posten som statschef.
Harald Åkerman var bror till militären Birger Åkerman. 